# Krasnopresnenskaïa (métro de Moscou)
Krasnopresnenskaïa (en russe : Краснопре́сненская et en anglais : Krasnopresnenskaya)  est une station de la ligne circulaire Koltsevaïa (ligne 5 marron) du métro de Moscou, située sur le territoire du raïon Presnenski dans le district administratif central de Moscou.
Elle est mise en service en 1954 lors de l'ouverture de l'intégralité de la ligne circulaire.

## Situation sur le réseau
Établie en souterrain, à 36 mètres sous le niveau du sol, la station Krasnopresnenskaïa est située au point 115+08,2 de la ligne circulaire Koltsevaïa (ligne 5 marron, entre les stations Kievskaïa et Belorousskaïa.

## Histoire
La station Krasnopresnenskaïa est mise en service le 14 mars 1954, lors de l'ouverture de la section entre Belorousskaïa et Park koultoury, qui permet la mise en exploitation de l'intégralité de la ligne circulaire.
Les auteurs du projet architectural sont Viktor Egerev, Mikhaïl Konstantinov, Felixe Novikov et Igor Pokrovski. Le hall d'entrée est conçu par Karo Halabyan.

## Patrimoine architectural

Détails de l'architecture de la station
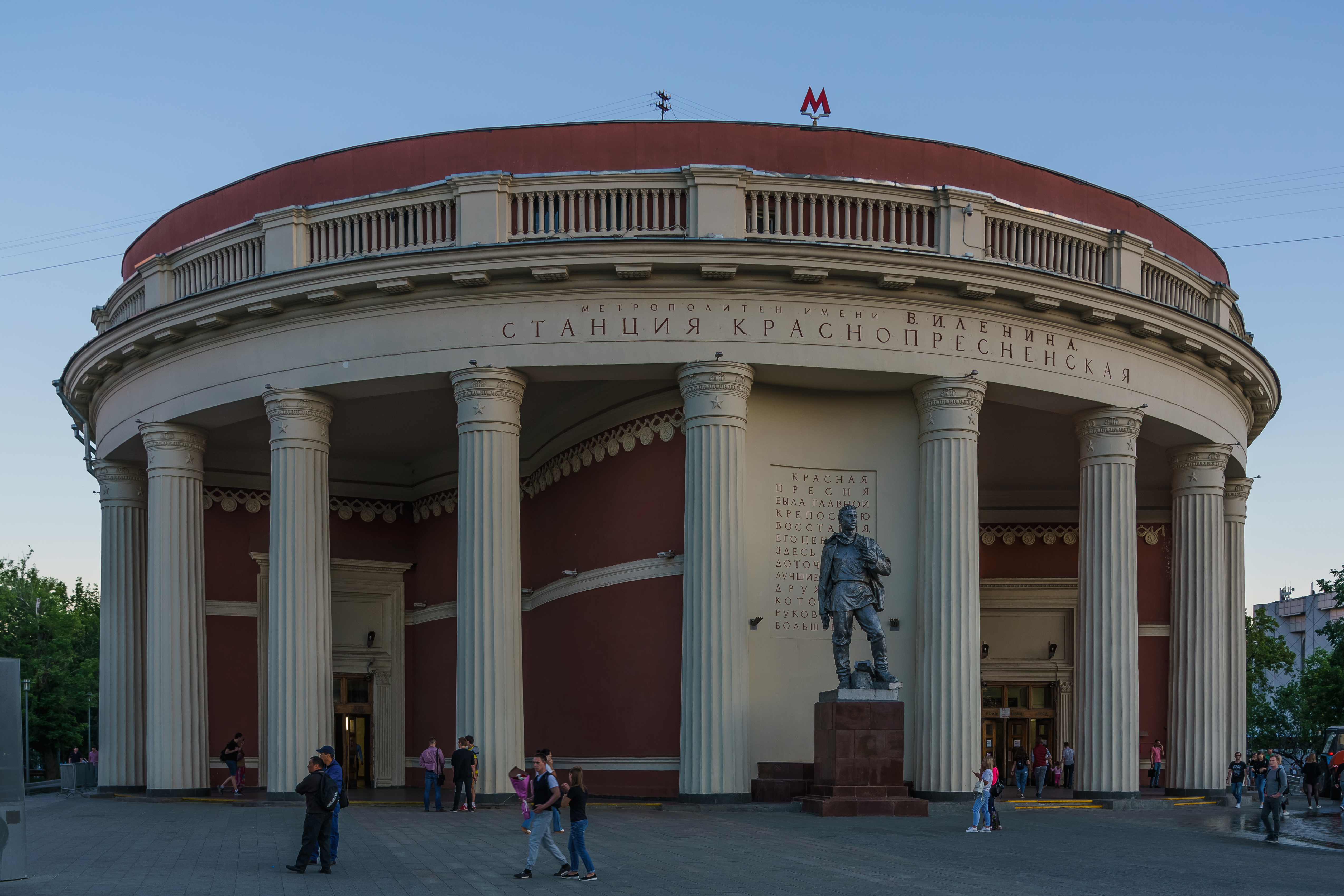
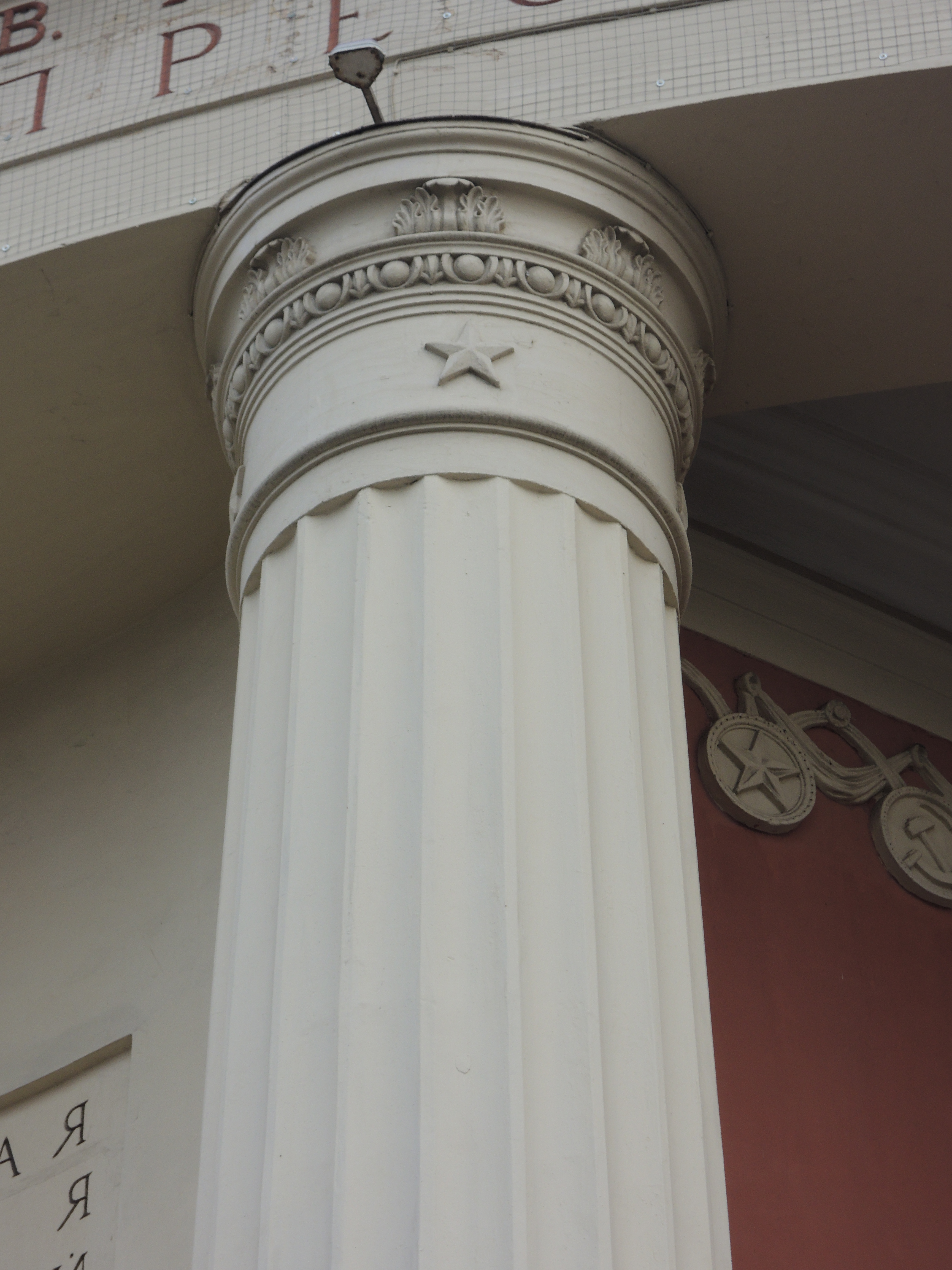
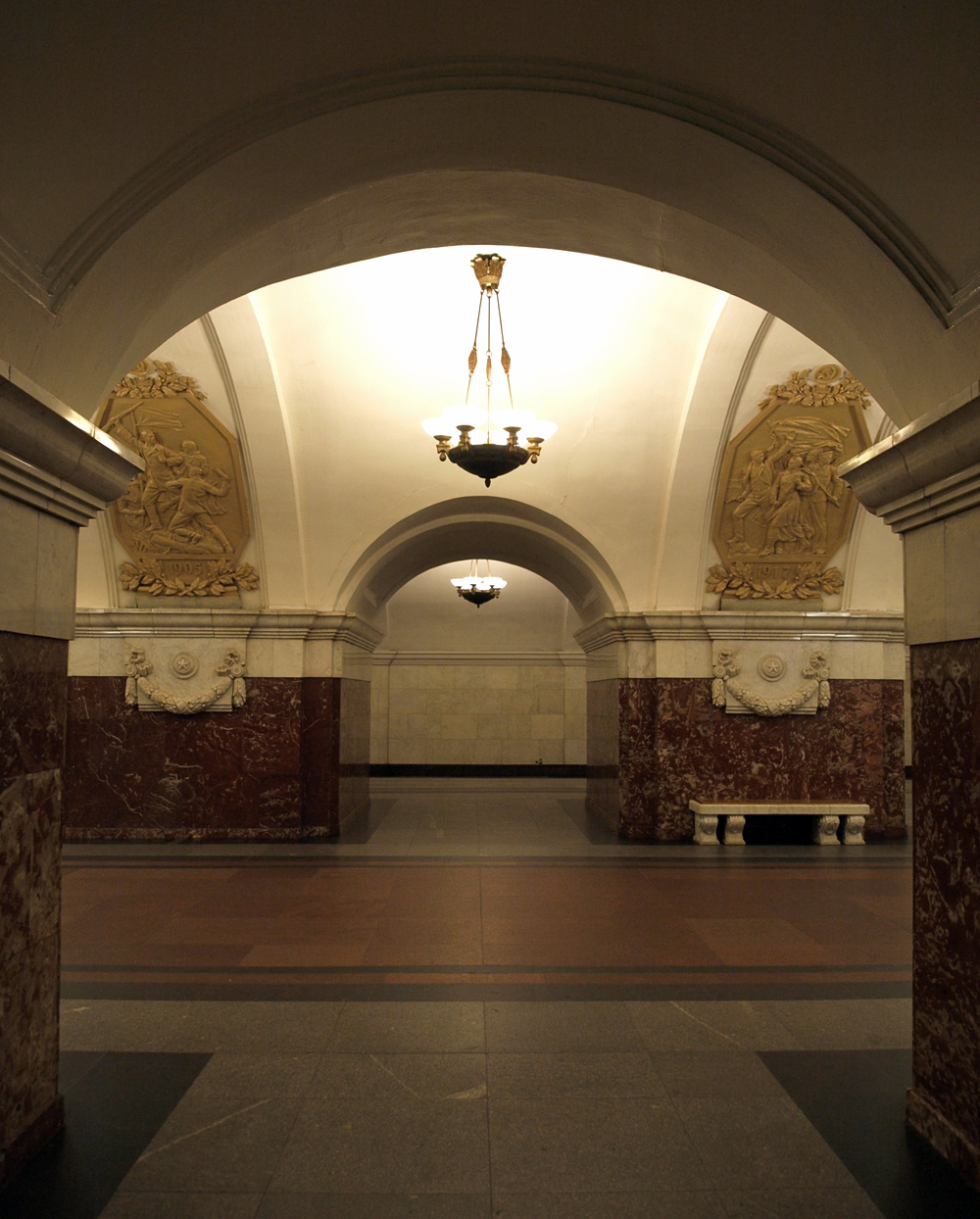